# انگلبرگر روتستاک
انگلبرگر روتستاک (به لاتین: Engelberger Rotstock) یک کوه در سوئیس است که در کانتون ابوالدن واقع شده‌است. انگلبرگر روتستاک ۲٬۸۱۸ متر بالاتر از سطح دریا واقع شده‌است.